# Indirana tenuilingua
Indirana tenuilingua és una espècie de granota que viu a l'Índia.